# Leonardo Cornejo Serrano
Leonardo Cornejo Serrano (Salvatierra, Guanajuato, 1969) es un ingeniero químico mexicano, reconocido por su trayectoria en la empresa estatal Petróleos Mexicanos (Pemex), donde actualmente se desempeña como subdirector de proyectos industriales en la filial Pemex Transformación Industrial y está a cargo de la construcción de la Refinería de Dos Bocas, obra impulsada por el gobierno de Andrés Manuel López Obrador, que se estima iniciará operaciones en 2022.
Durante su trayectoria en Pemex ha estado vinculado con el desarrollo de proyectos de inversión, incluyendo las reconfiguraciones de las refinerías de Tula, Salina Cruz y Minatitlán, el proyecto de combustibles limpios, la construcción de los complejos de procesamiento de gas de Burgos y Arenque y la modernización del centro petroquímico La Cangrejera.

## Biografía

### Carrera
Cornejo Serrano nació en Salvatierra, Guanajuato en 1969. Cursó estudios de Ingeniería Industrial Química, con Maestría y Doctorado en el Instituto Tecnológico de Celaya.
En 1996 se vinculó profesionalmente a Petróleos Mexicanos, empresa estatal productora, refinadora y comercializadora de petróleo y gas natural fundada en la década de 1930 por Lázaro Cárdenas del Río. En 2004 fue nombrado coordinador de proyectos de modernización y ampliación de capacidad en la filial Pemex Refinación, cargo que desempeñó hasta el año 2015 cuando fue nombrado director de proyectos en Pemex Transformación Industrial, luego de la reforma constitucional presentada por el entonces presidente Enrique Peña Nieto, conocida como la reforma energética y aprobada el 11 de octubre de 2013. Más tarde, Cornejo Serrano se convirtió en subdirector de proyectos para dicha división.
Durante su permanencia en la empresa, Cornejo ha estado vinculado en el desarrollo de una variedad de proyectos de inversión entre los que destacan la reconfiguración de las refinerías Miguel Hidalgo de Tula, Lázaro Cárdenas del Río en Minatitlán y Salina Cruz, la construcción de los complejos de procesamiento de gas de Arenque y Burgos, la actualización del centro petroquímico La Cangrejera y la supervisión del proyecto de combustibles limpios para algunas de las refinerías de la empresa. A partir de 2020 está encargado del proyecto de construcción de la refinería Dos Bocas en el municipio de Paraíso, Tabasco. El presidente Andrés Manuel López Obrador supervisó las labores en junio del mismo año y anunció que la obra sería inaugurada en el año 2022.